# Chrysocycnis
Chrysocycnis es un género de orquídeas de hábitos epifitas o terrestres. Tiene cuatro especies.
Es un género relacionado con Cyrtidiorchis nativo de Centroamérica y Sudamérica.
En la información del Real Jardín Botánico de Kew aparece como un sinónimo de Mormolyca.

## Especies
| - Chrysocycnis ecuadorense - Chrysocycnis lehmanii - Chrysocycnis schlimii - Chrysocycnis tigrinum |